# Stazione di Zola Centro
La stazione di Zola Centro è una fermata ferroviaria della linea Casalecchio-Vignola, gestita dalle Ferrovie Emilia Romagna. Serve la zona centrale del comune di Zola Predosa, nella città metropolitana di Bologna.

## Storia
La stazione di Zola Centro venne attivata contemporaneamente alla linea, il 28 ottobre 1938, con il nome di Zola Predosa.
Dopo la soppressione del trasporto passeggeri sulla linea, nel 1967, seguita dalla fine del trasporto merci nel 1995, la fermata venne riattivata il 15 settembre 2003.

## Movimento
Il servizio passeggeri è costituito dai treni della linea S2A (Bologna Centrale - Vignola) del servizio ferroviario metropolitano di Bologna, cadenzati a frequenza oraria con rinforzi semiorari nelle ore di punta.
I treni sono effettuati da Trenitalia Tper nell'ambito del contratto di servizio stipulato con la regione Emilia-Romagna.
A novembre 2019, la stazione risultava frequentata da un traffico giornaliero medio di circa 492 persone (242 saliti + 250 discesi).